# Genesis GV60
La Genesis GV60 est un crossover électrique du constructeur automobile Sud-coréen Genesis Motors produit à partir de 2021.

## Présentation
Le design intérieur et extérieur du GV60, pour Genesis Versatility désignant les SUV et crossovers chez le constructeur, est présenté le 19 août 2021.

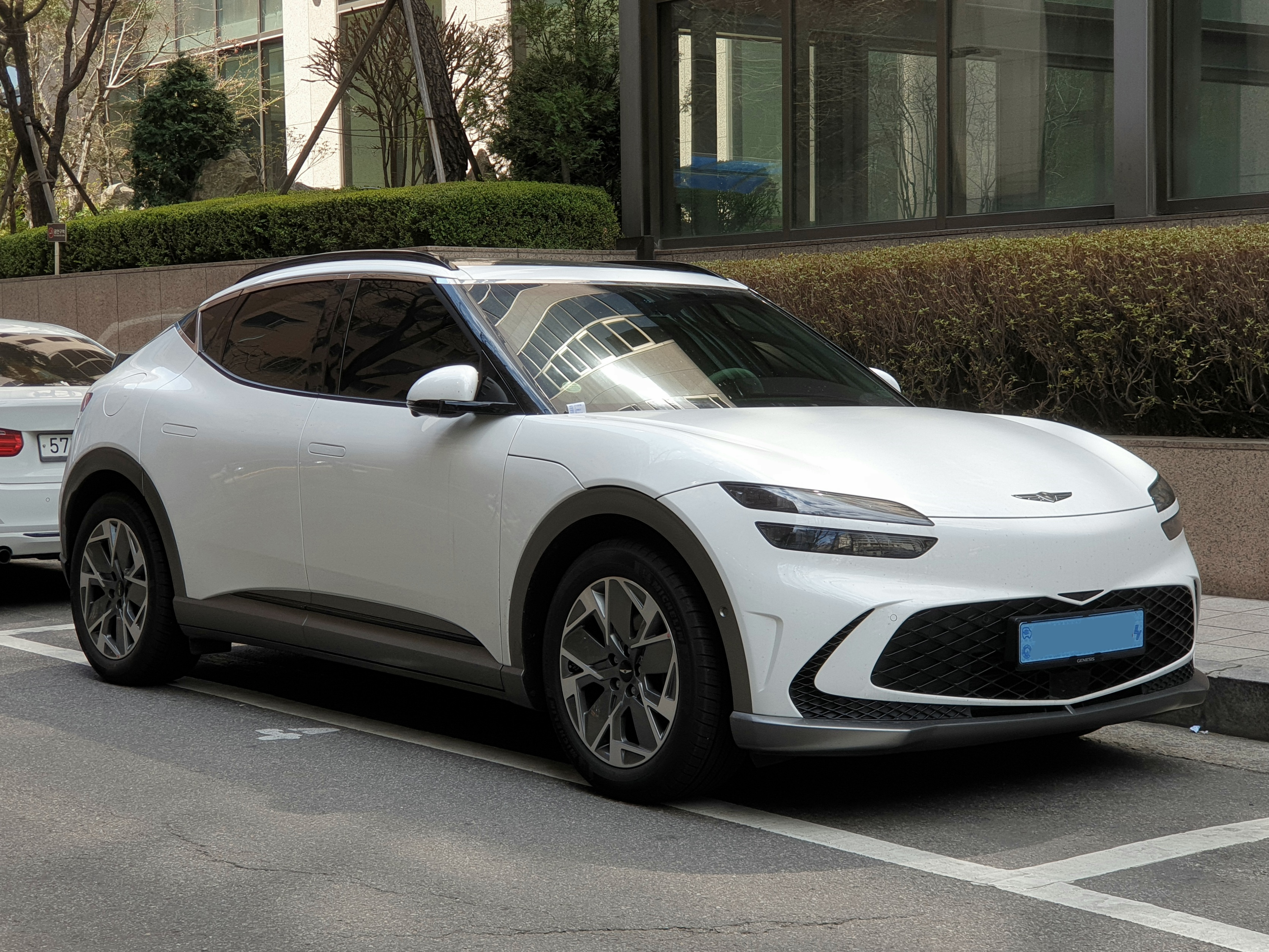
Front View
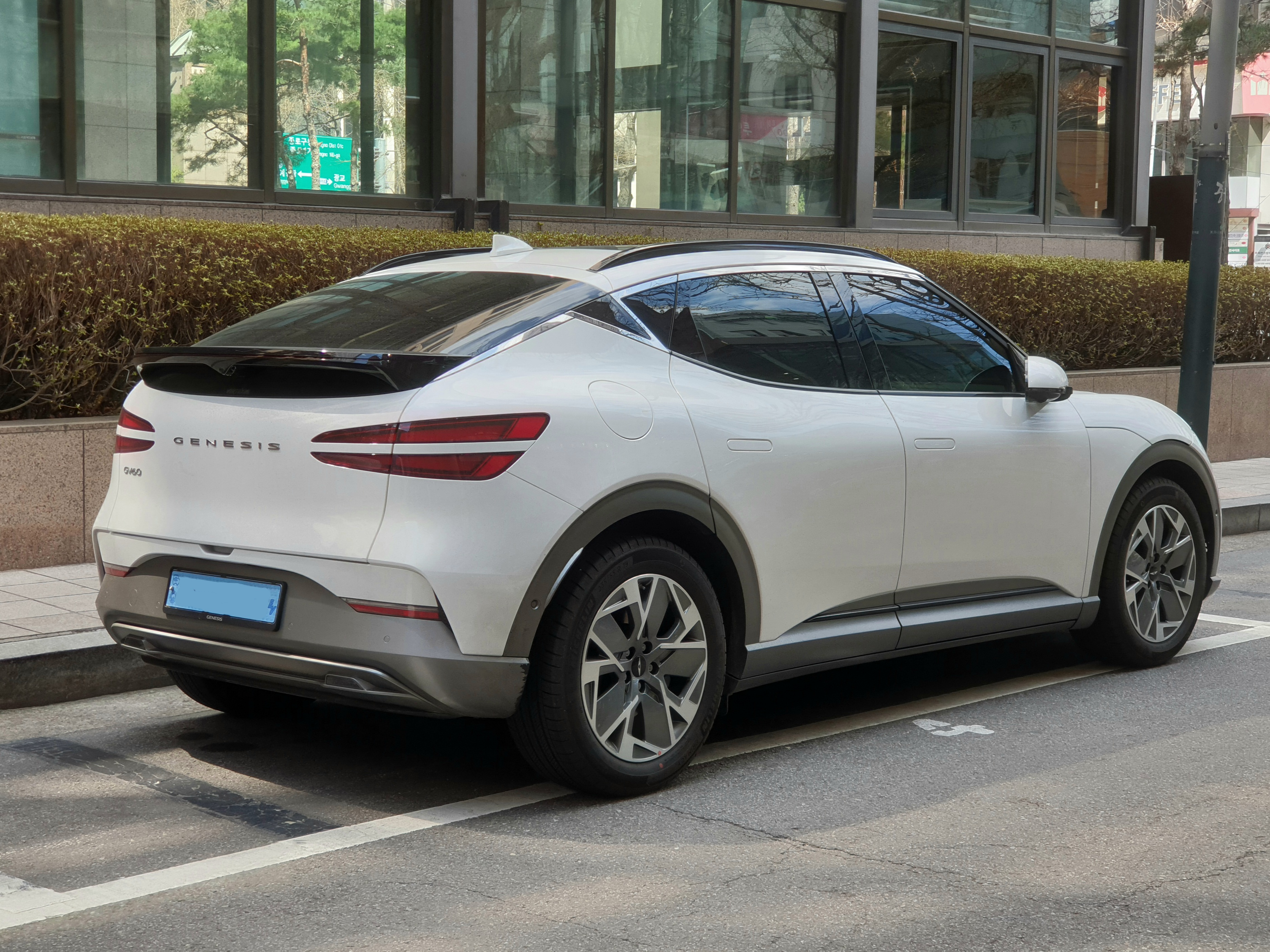
Rear View
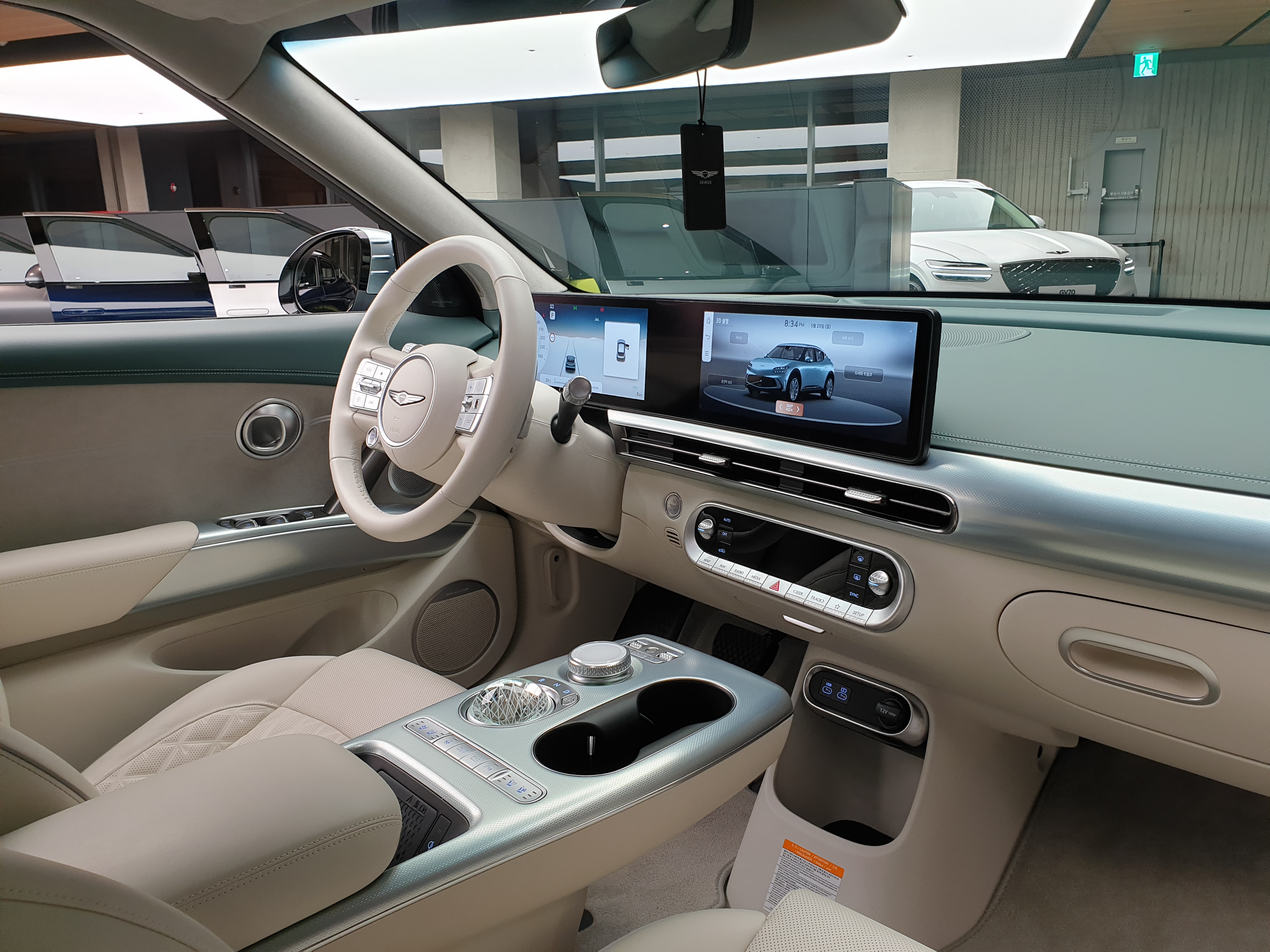
Interior

## Caractéristiques techniques
La Genesis GV60 est basée sur la plateforme technique E-GMP de la Ioniq 5 du Groupe Hyundai.

### Motorisation
Trois motorisations électriques sont proposées sur la GV60 : un moteur arrière de 228 ch et 350 N m de couple en propulsion, un moteur sur l'essieu avant et arrière pour une transmission intégrale de 318 ch et 605 N m de couple, et une version plus sportive une version 435 ch et 605 N m à quatre roues motrices.

### Batterie
La GV60 est dotée d'une batterie d'une capacité de 77,4 kWh.

## Finitions
- Premium
- Sport
- Sport Plus

Personnalisation
- 11 couleurs extérieures sont disponibles, dont Vik Black, Uyuni White, Matterhorn White, Seville Silver, Carbon Metal, Melbourne Gray, Royal Blue, São Paulo Lime, Hanauma Mint, Atacama Copper et Atacama Copper Matte.
- 5 couleurs intérieures : Obsidian Black, Torrent Navy, Ash Grey/Glacier White, Monstera Green/Camel Beige et Monstera Green/Glacier White.

## Concept car
Le constructeur présente le concept car Genesis GV60 Magma Concept au Salon de l'automobile de New York 2024, préfigurant une version de série du GV60 Magma ainsi que le lancement de la gamme sportive Magma du constructeur.